# Diocesi di Sessa Aurunca
La diocesi di Sessa Aurunca (in latino Dioecesis Suessana) è una sede della Chiesa cattolica in Italia suffraganea dell'arcidiocesi di Napoli appartenente alla regione ecclesiastica Campania. Nel 2022 contava 88.500 battezzati su 91.500 abitanti. È retta dal vescovo Giacomo Cirulli.

## Territorio

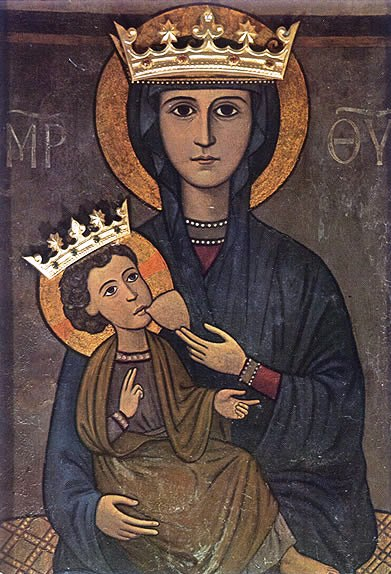
L'icona della Madonna Incaldana, venerata nell'omonima basilica di Mondragone.

La diocesi comprende 5 comuni della provincia di Caserta: Carinola, Cellole, Falciano del Massico, Mondragone e Sessa Aurunca. Confina a nord con l'arcidiocesi di Gaeta, a est con la diocesi di Teano-Calvi, a sud con l'arcidiocesi di Capua e si affaccia a ovest sul mar Tirreno.
Sede vescovile è la città di Sessa Aurunca, dove si trova la cattedrale dei Santi Pietro e Paolo. A Mondragone sorge la basilica minore della Madonna Incaldana, santuario diocesano assieme a quello dei Santi Casto e Secondino a Sessa, di Santa Maria della Libera in Carano, di Maria Santissima delle Grazie aiuto e sostegno della famiglia in Casale di Carinola e Santa Maria di Costantinopoli madre dei sofferenti in Cellole.
Il territorio si estende su 338 km² ed è suddiviso in 42 parrocchie raggruppate in 4 vicariati foranei: Carinola, Cellole, Mondragone e Sessa Aurunca.

## Storia
La tradizione attribuisce l'evangelizzazione della città di Sessa all'apostolo Pietro. Nel Martirologio Romano di Cesare Baronio vengono nominati numerosi santi che avrebbero subito il martirio a Sessa sotto l'impero di Diocleziano: Aristonio, Crescenzio, Eutichiano, Urbano, Vitale, Giusto, Felicissimo, Felice, Marta e Sinforosa, il cui elogio si legge al 2 luglio.
Il primo vescovo di Sessa di cui si conosca il nome è Fortunato, che prese parte ai concili indetti a Roma da papa Simmaco tra il 499 e il 502. Fu probabilmente a lui e al vescovo Rustico di Minturno che papa Gelasio I nel 496 affidò l'incarico di visitatore della Chiesa di Forum Popilii, il cui vescovo soffriva di eccessi di follia. La chiesa di Sessa venera come vescovo anche san Casto, martire all'epoca di Diocleziano; ma la sua storicità e l'appartenenza alla chiesa sessana è controversa.
Per i secoli successivi non si hanno più notizie di vescovi di Sessa fino al termine del X secolo, quando Giovanni, episcopus Suesanae, prese parte al concilio indetto a Roma da papa Gregorio V tra la fine del 998 e febbraio 999.
In un atto dell'arcivescovo di Capua Atenolfo II del 1032 si ricorda la diocesi di Sessa come suffraganea di Capua: probabilmente Sessa le venne assoggettata fin dal 966, quando papa Giovanni XIII elevò Capua alla dignità metropolitica. La bolla di Atenolfo, indirizzata al vescovo Benedetto, è fondamentale per la storia della diocesi.
(Dal sito Beweb - Beni ecclesiastici in web)
Il vescovo Benedetto è ancora documentato in altre due occasioni: sottoscrisse la bolla di canonizzazione di san Gerardo di Toul nel 1049 e quella di papa Niccolò II del 1059 sull'elezione del papa. Dopo Benedetto è noto il vescovo Milone, che, secondo la Cronaca cassinese, divenne vescovo di Sessa attorno al 1071. Questi è il primo di una serie di vescovi benedettini che ressero la cattedra sessana tra l'XI e il XII secolo. La cattedrale romanica di Sessa risale al 1103, quando era vescovo il benedettino Giacomo. Ancora benedettino era il vescovo Giovanni II, che nel 1113 sottoscrisse il privilegio che il metropolita Senne di Capua concesse alla Chiesa di Caserta.
La costante presenza dei benedettini di Montecassino nel territorio diocesano si affievolì con l'avvento di Federico II di Svevia; sotto la diretta giurisdizione degli abati cassinesi rimase solo la frazione di Sorbello fino al XX secolo.
Importante fu anche la presenza dei francescani. Secondo una tradizione locale lo stesso san Francesco avrebbe dimorato in diocesi per diversi anni. Alla sua intercessione si deve anche la miracolosa rianimazione di un bambino colpito dalle macerie di una casa in crollo, come raccontano Tommaso da Celano e Bonaventura da Bagnoregio.

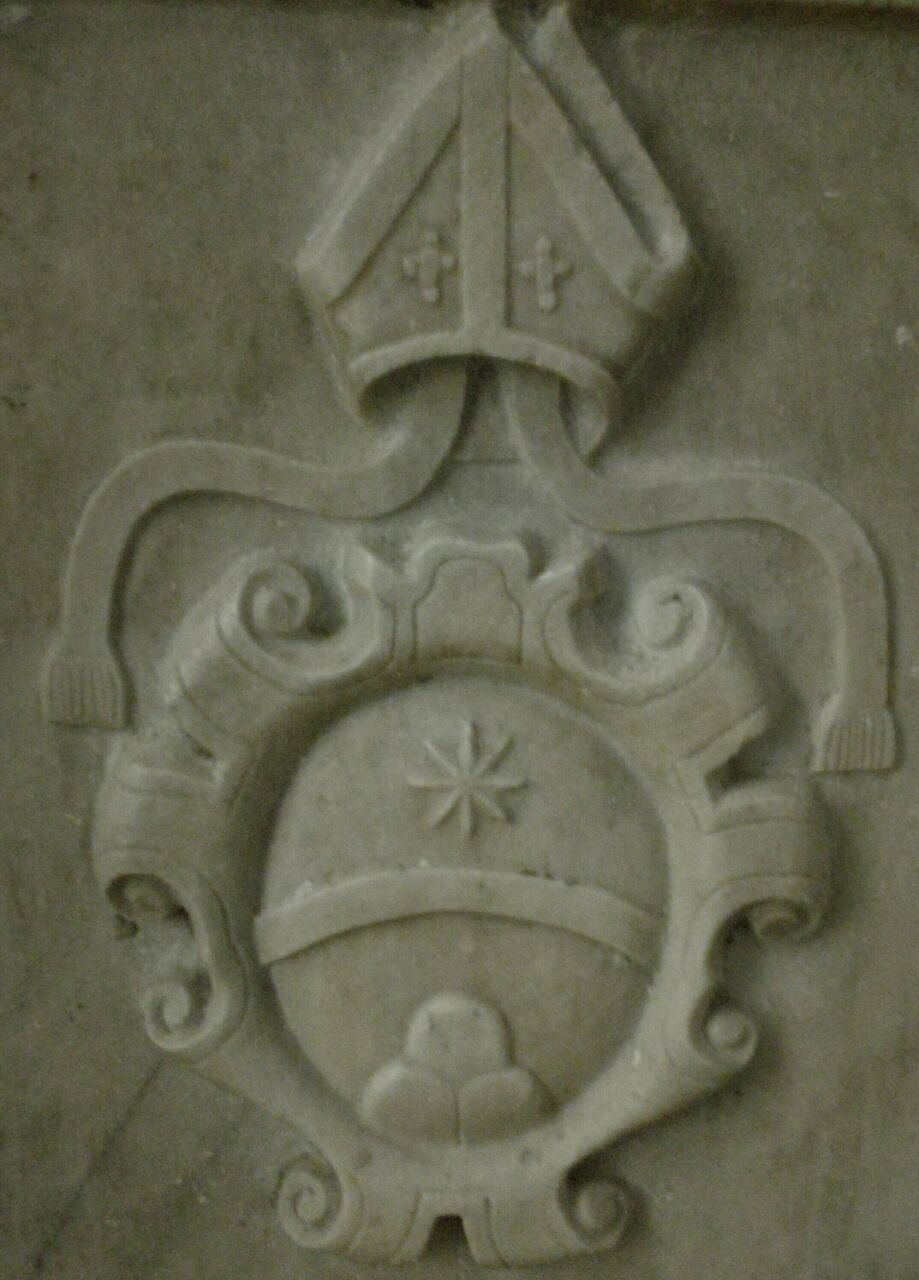
Stemma del vescovo Galeazzo Florimonte, ispiratore del Galateo.

Al concilio di Trento la diocesi fu rappresentata dal vescovo Galeazzo Florimonte (1552-1565), umanista e letterato, famoso per aver ispirato Giovanni Della Casa nella scrittura del Galateo, che proprio dal vescovo sessano prende il nome.
Al vescovo Giovanni Placido (1566-1591) si deve la prima attuazione delle normative di riforma stabilite a Trento. Fu lui probabilmente il fondatore del seminario, celebrò due sinodi diocesani nel 1569 e nel 1573, riformò la distribuzione delle rendite delle parrocchie e obbligò i canonici alla residenza. L'opera di riforma della vita della diocesi continuò con i vescovi successivi Alessandro Riccardi (1591-1604) e Fausto Rebagli (1604-1624).
Il XVI secolo fu un periodo molto attivo dal punto di vista laicale per la fondazione di numerose confraternite a Sessa Aurunca: San Biagio (1513), la Misericordia (1536), Santissimo Sacramento (1541), Santissimo Rosario (1573), Santissimo Crocifisso (1575), Santissima Concezione (1579). In seguito sorsero anche le confraternite di San Carlo Borromeo (1615), di San Michele (1665) e del Santissimo Rifugio (1760).
Il periodo napoleonico fu terribile per la diocesi, che venne saccheggiata dalle truppe francesi nel 1799 e vide la fucilazione di molti civili e sacerdoti; il vescovo Pietro De Felice (1797-1814), invece, fu mandato in esilio ad Assisi e rientrò solo nel 1809. Dopo il concordato di Terracina tra papa Pio VII e il re delle Due Sicilie Ferdinando I di Borbone, con la bolla De utiliori del 27 giugno 1818 il Pontefice soppresse la diocesi di Carinola e ne accorpò il territorio alla diocesi di Sessa.
Nel secolo successivo i vari vescovi susseguitisi cercarono di combattere la povertà e la disuguaglianza sociale ed accrescere la cultura del posto, non sempre con esiti felici: emblematico è il caso di Ferdinando Girardi, vescovo dal 1848 al 1866, che si inimicò il clero borghese e nobile e fu da questo denunciato di essere un carbonaro ed un borbonico, venendo poi condannato ed esiliato a Fassoli nel 1860. Da segnalare è la visita effettuata nel 1850 da papa Pio IX, esule nel Regno delle Due Sicilie, e re Ferdinando II, che insieme visitarono la città e la cattedrale.
Significativo fu l'episcopato di Giovanni Maria Diamare (1888-1914), che si impegnò in particolare sul piano culturale: a lui si deve infatti la fondazione della biblioteca diocesana, che volle intitolata a papa Leone XIII, la sistemazione dell'archivio storico e la stesura di una storia della diocesi, Memorie critico-storiche della chiesa di Sessa Aurunca, pubblicata in due volumi tra il 1906 e il 1907. Il successore Fortunato de Santa (1914-1938) celebrò un sinodo diocesano per far conoscere il nuovo codice di diritto canonico, pubblicato nel 1917.
Il 30 aprile 1979, insieme a Capua, la diocesi di Sessa Aurunca entrò a far parte della provincia ecclesiastica dell'arcidiocesi di Napoli.
Il museo diocesano, anche questo iniziato dal vescovo Diamare, fu arricchito con altre opere dai vescovi Costantini (1962-1982) e Napoletano (1994-2013); quest'ultimo in particolare decise il trasferimento del museo dall'antica sede dell'episcopio nel nuovo museo presso l'ex monastero di San Germano di Sessa Aurunca.
Dal 23 febbraio 2023 è unita in persona episcopi alle diocesi di Teano-Calvi e di Alife-Caiazzo.

## Cronotassi dei vescovi

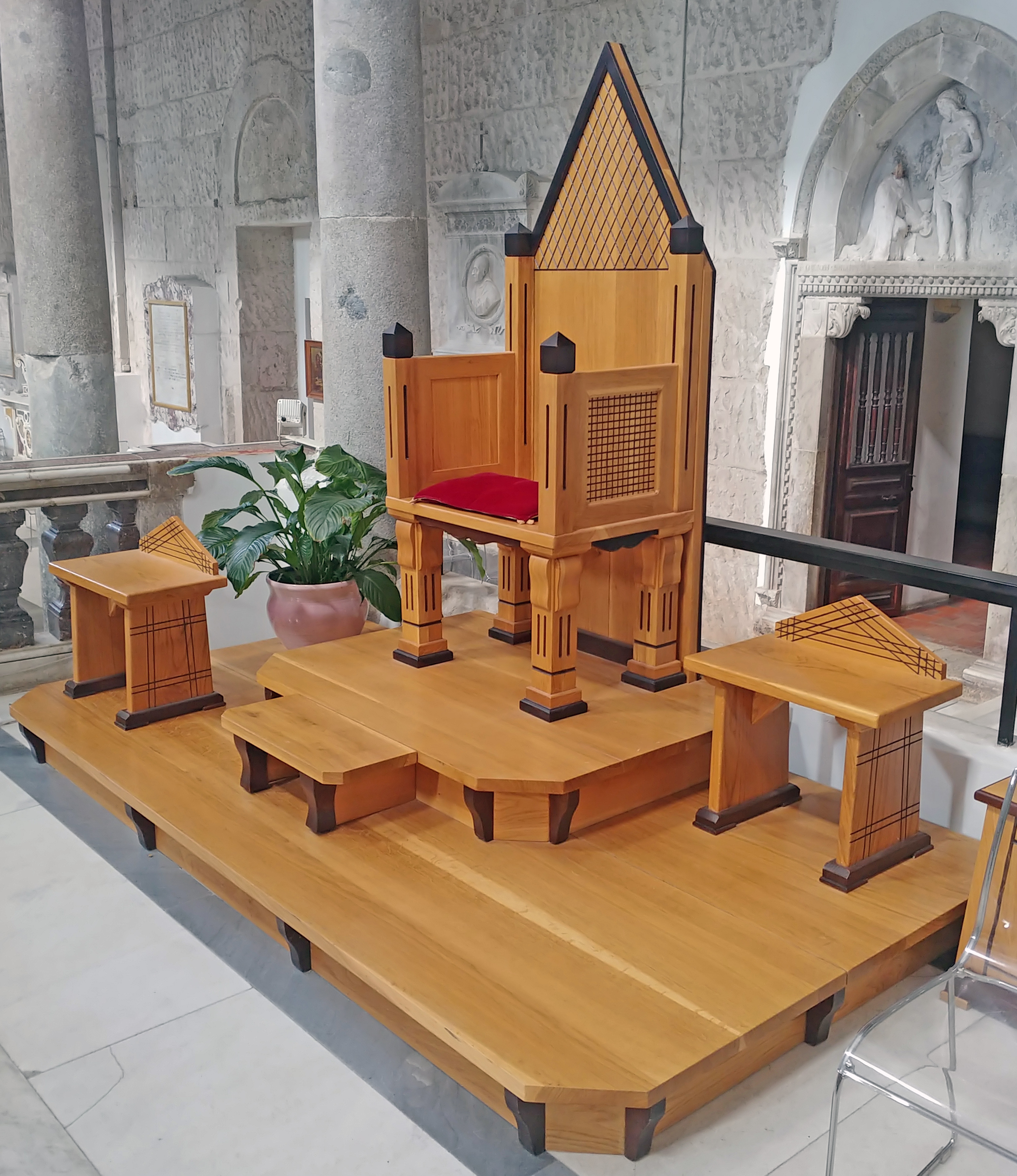
La cattedra episcopale, nella cattedrale dei Santi Pietro e Paolo a Sessa Aurunca.

Si omettono i periodi di sede vacante non superiori ai 2 anni o non storicamente accertati.
- Fortunato † (prima del 496 - dopo il 502)[8]
- Giovanni I † (menzionato nel 998/999)[9]
- Benedetto I † (1032 - dopo il 1059)
- Milone, O.S.B. † (circa 1071 - ?)[10]
- Benedetto II ? † (menzionato nel 1092)[11]
- Giacomo, O.S.B. † (inizio XII secolo)[12]
- Giovanni II, O.S.B. † (menzionato nel 1113)
- Gregorio, O.S.B. † (menzionato nel 1120)[13]
- Gaufredo † (menzionato nel 1126)
- Roberto † (menzionato nel 1144)
- Riso † (menzionato nel 1160 circa)[14]
- Evreo † (prima del 1171 - dopo il 1197)[15]
- Anonimo † (menzionato nel 1215)[15]
- Anonimo † (menzionato nel 1222)[15]
- Pandolfo † (documentato nel 1224 e nel 1225)[15]
- Anonimo † (menzionato come vescovo eletto nel 1237)[15]
- Giovanni III † (documentato dal 1248 al 1283)[15]
- Roberto de Asprello † (menzionato nel 1284)[15]
- Guido † (23 febbraio 1297 - ?)
- Deodato Piccino, O.P. † (menzionato nel 1299)
- Roberto III † (1301 - 1309 deceduto)
- Bertrando † (18 agosto 1309 - 1323 deceduto)
- Giacomo Matrizi † (25 maggio 1326[16] - 23 febbraio 1330 deceduto)
- Giovanni de Paolo † (1330 - ?)
- Ugo, O.F.M. † (prima del 6 settembre 1331[17] - 1343 deceduto)
- Alessandro de Miro † (21 aprile 1344 - 1350 deceduto)
- Giacomo Petrucci, O.F.M.Conv. † (24 maggio 1350 - 1356 deceduto)
- Enrico de' Grandoni, O.P. † (28 novembre 1356 - 1363 deceduto)
- Matteo de' Bruni, O.P. † (13 novembre 1363 - 1383 deposto)
- Filippo de Toralto † (26 ottobre 1383 - 1392 deceduto)
- Antonio, O.Cist. † (18 maggio 1392 - 1402 deceduto)
- Domenico † (18 agosto 1402 - 1417 deceduto)
- Gentile Maccafani † (26 gennaio 1418 - 1425 dimesso)
  - Giovanni Berardi † (1425 - 1426) (amministratore apostolico)
- Giacomo Martini † (30 agosto 1426 - 1462 deceduto)
- Angelo Gerardini † (15 aprile 1463 - 1486 deceduto)
- Pietro Ajossa † (4 agosto 1486 - 1492 deceduto)
- Giovanni Furacapra † (6 marzo 1493 - 25 novembre 1499 deceduto)
- Martino Zapata † (27 novembre 1499 - 1505 deceduto)
- Francesco Sinibaldi † (28 novembre 1505 - 1507 deceduto)[18]
- Francesco Guastaferro † (22 novembre 1505 - 11 maggio 1543 deceduto)
- Tiberio Crispo † (6 luglio 1543 - 7 giugno 1546 dimesso)
- Bartolomeo Albani † (7 giugno 1546 - 22 ottobre 1552 nominato arcivescovo di Sorrento)
- Galeazzo Florimonte † (22 ottobre 1552 - circa 1565 dimesso)
  - Tiberio Crispo † (1565 - 27 giugno 1566 dimesso) (amministratore apostolico)
- Giovanni Placido † (27 giugno 1566 - 20 gennaio 1591 deceduto)
- Alessandro Riccardi † (6 marzo 1591 - 16 maggio 1604 deceduto)
- Fausto Rebagli † (30 agosto 1604 - febbraio 1624 deceduto)
- Ulisse Gherardini della Rosa † (1º luglio 1624 - 9 gennaio 1670 deceduto)
- Tommaso d'Aquino, C.R. † (30 giugno 1670 - 26 settembre 1705 deceduto)
- Raffaele Maria Filamondo, O.P. † (14 dicembre 1705 - 15 agosto 1706 deceduto)
- Francesco Gori † (4 ottobre 1706 - 1708 deceduto)
  - Sede vacante (1708-1718)
- Luigi Maria Macedonio, C.M. † (8 giugno 1718 - 9 dicembre 1727 deceduto)
- Francesco Caracciolo, O.F.M. † (24 aprile 1728 - 11 agosto 1757 deceduto)
- Francesco Granata † (26 settembre 1757 - 11 gennaio 1771 deceduto)
- Baldassarre Vulcano, O.S.B. † (29 luglio 1771 - 20 marzo 1773 deceduto)
- Antonio de Torres, O.S.B. † (14 giugno 1773 - 29 ottobre 1779 deceduto)
  - Sede vacante (1779-1792)
- Emanuele Maria Pignone del Carretto, O.E.S.A. † (27 febbraio 1792 - 27 settembre 1796 deceduto)
- Pietro de Felice † (18 dicembre 1797 - novembre 1814 deceduto)
  - Sede vacante (1814-1818)
- Bartolomeo Varrone † (6 aprile 1818 - 27 febbraio 1832 deceduto)
- Paolo Garzilli † (2 luglio 1832 - 24 luglio 1845 deceduto)
- Giuseppe Maria d'Alessandro † (24 novembre 1845 - 15 marzo 1848 deceduto)
- Ferdinando Girardi, C.M. † (11 settembre 1848 - 8 dicembre 1866 deceduto)
  - Sede vacante (1866-1872)
- Raffaele Gagliardi † (23 febbraio 1872 - 18 agosto 1880 deceduto)
- Carlo de Caprio † (13 dicembre 1880 - 14 dicembre 1887 deceduto)
- Giovanni Maria Diamare † (1º giugno 1888 - 9 gennaio 1914 deceduto)
- Fortunato de Santa † (15 aprile 1914 - 22 febbraio 1938 deceduto)
- Gaetano De Cicco † (30 gennaio 1939 - 22 marzo 1962 dimesso)[19]
- Vittorio Maria Costantini, O.F.M.Conv. † (28 maggio 1962 - 25 ottobre 1982 ritirato)
- Raffaele Nogaro (25 ottobre 1982 - 20 ottobre 1990 nominato vescovo di Caserta)
- Agostino Superbo (18 maggio 1991 - 19 novembre 1994 nominato vescovo di Altamura-Gravina-Acquaviva delle Fonti)
- Antonio Napoletano, C.SS.R. † (19 novembre 1994 - 25 giugno 2013 ritirato)
- Orazio Francesco Piazza (25 giugno 2013 - 7 ottobre 2022 nominato vescovo di Viterbo)
- Giacomo Cirulli, dal 23 febbraio 2023[20]

## Statistiche
La diocesi nel 2022 su una popolazione di 91.500 persone contava 88.500 battezzati, corrispondenti al 96,7% del totale.
| anno | popolazione | popolazione | popolazione | presbiteri | presbiteri | presbiteri | presbiteri                | diaconi | religiosi | religiosi | parrocchie |
| anno | battezzati  | totale      | %           | numero     | secolari   | regolari   | battezzati per presbitero | diaconi | uomini    | donne     | parrocchie |
| ---- | ----------- | ----------- | ----------- | ---------- | ---------- | ---------- | ------------------------- | ------- | --------- | --------- | ---------- |
| 1949 | 60.000      | 60.000      | 100,0       | 66         | 60         | 6          | 909                       |         | 7         | 15        | 42         |
| 1970 | 73.920      | 74.230      | 99,6        | 64         | 49         | 15         | 1.155                     |         | 15        | 60        | 49         |
| 1980 | 95.930      | 96.500      | 99,4        | 52         | 40         | 12         | 1.844                     | 2       | 16        | 110       | 51         |
| 1990 | 106.800     | 110.000     | 97,1        | 59         | 41         | 18         | 1.810                     |         | 20        | 113       | 42         |
| 1999 | 73.990      | 74.240      | 99,7        | 58         | 39         | 19         | 1.275                     | 7       | 21        | 100       | 42         |
| 2000 | 74.300      | 75.000      | 99,1        | 52         | 39         | 13         | 1.428                     | 7       | 16        | 96        | 42         |
| 2001 | 74.500      | 76.000      | 98,0        | 50         | 39         | 11         | 1.490                     | 7       | 14        | 97        | 42         |
| 2002 | 74.500      | 76.000      | 98,0        | 53         | 41         | 12         | 1.405                     | 7       | 15        | 98        | 42         |
| 2003 | 85.500      | 87.720      | 97,5        | 53         | 41         | 12         | 1.613                     | 7       | 14        | 98        | 42         |
| 2004 | 85.500      | 87.720      | 97,5        | 50         | 38         | 12         | 1.710                     | 7       | 15        | 71        | 42         |
| 2010 | 86.900      | 88.900      | 97,8        | 54         | 41         | 13         | 1.609                     | 8       | 13        | 52        | 42         |
| 2014 | 88.300      | 90.300      | 97,8        | 55         | 43         | 12         | 1.605                     | 6       | 12        | 63        | 42         |
| 2017 | 88.000      | 92.000      | 95,7        | 55         | 43         | 12         | 1.600                     | 6       | 12        | 50        | 42         |
| 2020 | 88.730      | 92.000      | 96,4        | 48         | 36         | 12         | 1.848                     | 6       | 12        | 50        | 42         |
| 2022 | 88.500      | 91.500      | 96,7        | 42         | 33         | 9          | 2.107                     | 5       | 9         | 47        | 42         |